# Rhede (Ems)
Rhede település Németországban, azon belül Alsó-Szászország tartományban. Lakosainak száma 4600 fő (2023. december 31.). Rhede Bunde, Heede, Papenburg, Weener és Westerwolde községekkel határos.

## Népesség
A település népességének változása:
| Lakosok száma | 4154 | 4186 | 4218 | 4398 | 4547 | 4600 |
|               | 2016 | 2017 | 2019 | 2021 | 2022 | 2023 |